# Glicocerebrosídeo

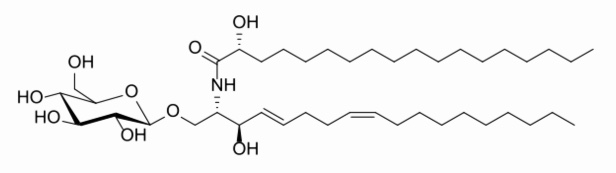
Um glicocerebrosídeo

Glicocerebrosídeo é um cerebrosídeo derivado de membranas celulares fagocitadas em macrófagos, nos tecidos do sistema reticuloendotelial. 

## Importância clínica

Glicose

Na doença de Gaucher, a enzima glicocerebrosidase não funciona e não consegue decompor o glicocerebrosídeo em glicose e ceramida no lisossoma. Os macrófagos afetados, chamados células de Gaucher, têm uma aparência distinta semelhante a um “papel de seda enrugado” sob microscopia óptica, porque os substratos se acumulam dentro do lisossoma.